# Seleção Alemã de Polo Aquático Masculino
A Seleção Alemã de Polo Aquático Masculino representa a Alemanha em competições internacionais de polo aquático.

## Títulos
- Jogos Olímpicos (1): 1928
- Campeonato Europeu (2): 1981 e 1986

## Ligações Externas
- Sitio Oficial (em alemão)